# Koninklijke Antwerpse Korfbalclub
Koninklijke Antwerpse Korfbalclub, kortweg AKC, is een Belgische korfbalclub uit Deurne. 

## Geschiedenis
De club werd opgericht op 21 april 1921 en draagt stamnummer 12. Het is een van de oudste korfbalclubs in België.
De club werd zestienmaal veldkampioen, tienmaal zaalkampioen en won twaalfmaal de Beker van België. Daarnaast brachten ze eenmaal de Europa Cup mee naar huis.

## Infrastructuur
De velden van de club zijn gelegen in het Rivierenhof te Deurne. Indoor wordt er gebruik gemaakt van het Boeckenberg Sportcenter.

## Palmares
| Aantal | Titel                    | Editie |
| ------ | ------------------------ | --- |
| 1x     | Winnaar Europa Cup       | 1986 |
| 20x    | Landskampioen (veld)     | 1928, 1929, 1931, 1937, 1957, 1985, 1986, 1987, 1988, 1998, 1999, 2000, 2001, 2002, 2003, 2004, 2007, 2008, 2019, 2025 |
| 10x    | Landskampioen (zaal)     | 1986, 1987, 1988, 1998, 2000, 2001, 2002, 2003, 2004 en 2017                                                           |
| 12x    | Winnaar Beker van België | 1983, 1986, 1993, 1995, 1999, 2000, 2001, 2002, 2003, 2004, 2015 en 2016                                               |

### Individuele prijzen
| Korfballer van het jaar - Eddy Van Hoof (1984) - Frank Hardies (1985 en 1987) - Ben Verburgt (1997, 2001 en 2002) - Dave Cools (2000) - Jari Hardies (2017) | Korfbalster van het jaar - Viviane Verbeeck (1985 en 1986) - Monique Vleminckx (1987) - Cindy Van Autreve (1999, 2001, 2002 en 2003) - Joyce Van Gorp (2000) - Shiara Driesen (2017) |

## Bekende (ex-)spelers
- Kian Amorgaste
- Anny Blyweert
- Dave Cools
- Steven De Jonghe
- Jarre de Ley
- Chantal Delorge
- Maite Dewinter
- Shiara Driesen
- Frank Hardies
- Jari Hardies
- Lars Huppertz
- Nick Janssens
- Sari Janssens
- Sayer Jobe
- Wendy Lodewijckx
- Sandra Schoonvaere
- Patty S'Jongers
- Cindy Van Autreve
- Joyce Van Gorp
- Yve Van Harneveldt
- Eddy Van Hoof
- Jens Van Hoof
- Viviane Verbeeck
- Ben Verburgt
- Kathleen Verlaak
- Monique Vleminckx